# Конрад фон Кессельхут
Конрад фон Кессельгут (*Konrad von Kesselhut, д/н —28 вересня 1334) — тимчасовий магістр Лівонського ордену в 1322—1324 роках.

## Життєпис
Походив зі шляхетського роду Кессельгут (Кетельгодт, Кеттельгут) з Мекленбургу або Тюрингії (більш правдоподібне мекленбурзьке походження). Родовий замок Кетельгодт розташовувався поруч з Ратцебургом. Родичі Конрада були тісно пов'язані з Тевтонським орденом. Замолоду напевне також перебрався до Пруссії. У 1314 році призначено вальдмейстером Ельблонгу. 1322 року стає комтуром Папауса.
В цей час ландмейстер Лівонського ордену Герхард фон Йорк склав свої повноваження, а в середині Ордену почалася боротьба за посаду. Тому великий магістр Тевтонського ордену Карл фон Трір призначив Конрада фон Кессельгута тимчасовим ландмейстером задля заспокоєння ситуації. Цією колотнечею скористався Великий князь Литовський Гедимін, що вдерся до Лівонії, сплюндрувавши землі Дерптського єпископства. В свою чергу союз з Гедиміном було укладено ризьким архієпископом Фрідріхом Перштейном і містом Ригою, спрямований проти Лівонського ордену. До союзу доєдналася Псковська республіка.
У відповідь Кессельгут в січні 1323 року наказав венденському і динамюндському комтурам Реймару Гану і Генріху Гольсте відповідно укласти союз з Новогородською республікою. У березні того ж року Конрад фон Кессельгут намагався захопити Псков, проте невдало. Зрештою відступив, сплюндрувавши псковські землі. У відповідь псковські війська вдерлися до Дерпського єпископства. У травні Конрад фон Кессельгут знову рушив на Псков. Останнього на допомогу прийшло литовське військо на чолі із Давидом Городенським, який завдав поразки лівонцям. Водночас землі Лівонського ордену в Курляндії атакував великий князь Гедимін. Очільник Ордену вимушений був укласти мирний договір зі Псковом, а в жовтні — з Литвою.
1324 року було проведено вибори ландмейстера Лівонського ордену, яким став Реймар Ган. Після цього Конрад фон Кессельгут повернувся до Пруссії. 1327 року призначено треслером (великим скарбником) Тевтонського ордену. 1331 року стає великим комтуром Тевтонського ордену. 27 червня 1333 року додатково отримав Кульмське комтурство, ставши одним з найвпливовіших діячів Тевтонського ордену. Помер у 1334 році.